# Kačanov
Kačanov (Hongaars: Kácsánd) is een Slowaakse gemeente in de regio Košice, en maakt deel uit van het district Michalovce.
Kačanov telt 414 inwoners.